# Úszó erőd
Az Úszó erőd (eredeti cím: Under Siege magyarul: Ostrom alatt)  1992-ben bemutatott amerikai akciófilm, melyet J. F. Lawton forgatókönyve alapján Andrew Davis rendezett. Főszereplője Steven Seagal, aki egykori Navy Seals kommandósként próbál szembeszállni egy hadihajót elfoglaló zsoldoscsapattal. További fontosabb szerepekben Tommy Lee Jones, Gary Busey és Erika Eleniak látható.
Az akciófilm – mely Seagal legsikeresebb filmjének számít, kritikai és bevételi szempontból is – Oscar-jelöléseket kapott legjobb hangvágás és legjobb hangkeverés kategóriákban. 1995-ben folytatása készült, Száguldó erőd címmel.

## Cselekmény
Az amerikai haditengerészet legnagyobb és leghatékonyabb csatahajója, a USS Missouri (BB 63) dicsőséges pályafutásának végére ért, s most az egykor népes legénységgel felszerelt hadihajó alig néhány emberrel indul utolsó útjára a Csendes-óceánon. Casey Rybackről, a hajó jámbor szakácsáról csak a kapitánynál őrzött titkos akta tanúsítja, hogy valamikor mindenre elszánt harcosként szolgált Vietnámban és a Közel-Keleten, járatos a harcművészetekben, ért a robbanóanyagokhoz és a CIA alkalmazásában állt. A sors azonban gyökeresen másként alakítja Ryback életét; a Missouri fedélzetére a kapitány születésnapjára helikopteren rockzenészek érkeznek, akikről kiderül, hogy terroristák és az áruló első tiszt segítségével megszerzik a hajó nukleáris fegyvereit. Ryback maroknyi embert vezet harcba (köztük a születésnapi partira érkezett Playboy-nyuszit, aki a lövöldözést átaludta a meglepetés-tortában), hogy megvédje a hajót, miközben Hawaiin egymillió ember életét fenyegeti a nukleáris csapás.
A terroristák jó előre felkészültek az akcióra, aminek elsődleges célja nem a rombolás, hanem a pénzszerzés – az atomrakétákat a legjobban fizető ügyfeleknek akarják eladni. A szállításhoz egy CIA-akció során „elsüllyesztett” észak-koreai tengeralattjárót akarnak felhasználni.

## Szereplők
| Szerep           | Színész         | Magyar hang       |
| ---------------- | --------------- | ----------------- |
| Casey Ryback     | Steven Seagal   | Rosta Sándor      |
| William Stranix  | Tommy Lee Jones | Balázsi Gyula     |
| Krill parancsnok | Gary Busey      | Csuja Imre        |
| Jordan Tate      | Erika Eleniak   | Biró Anikó        |
| Doumer           | Colm Meaney     | Orosz István      |
| Adams kapitány   | Patrick O’Neal  | Elekes Pál        |
| Bates admirális  | Andy Romano     | Kristóf Tibor     |
| Tom Breaker      | Nick Mancuso    | Faragó József     |
| Tackman          | Damian Chapa    | Sztarenki Pál     |
| Pitt             | Richard Jones   | Forgács Gábor     |
| Granger          | Troy Evans      | Dobránszky Zoltán |
| Flicker          | David McKnight  |                   |
| Cue Ball         | Lee Hinton      |                   |
| Taylor zászlós   | Glenn Morshower | Szűcs Sándor      |
| Smart hadnagy    | Leo Alexander   |                   |
| Green parancsnok | John Rottger    | Garai Róbert      |
| Nash közlegény   | Tom Wood        | Fekete Zoltán     |

## Megjelenése
A film DVD-n 1997. augusztus 27-én jelent meg.

## Fogadtatás

### Bevételi adatok
A nyitó hétvégén a film bevételi szempontból az első helyen zárt – 2042 moziban összesen 15 760 003 dolláros (átlagosan 7717 dollár) bevételt érve el. Az Amerikai Egyesült Államokban 83 563 139, míg a többi országban 73 000 000 dolláros bevétellel összesen 156 563 139	dollárt termelt.

### Kritikai visszhang
Az amerikai filmkritikusok véleményét összegző Rotten Tomatoes 75%-ra értékelte 24 vélemény alapján.

### Díjak, jelölések
elnyert díjak
- 1993, BMI Film & TV Awards, kategória: BMI Film Music Award – Gary Chang
- 1993, Motion Picture Sound Editors, USA, „Golden Reel Award”, kategória: „legjobb hangvágás és hangeffekt”

jelölések
- 1993, Oscar-díj a „legjobb hang” és „legjobb effekt” kategóriákban, de egyiket sem kapta meg.
- 1993, MTV Movie Award, „legjobb jelenet” (a helikopter felrobbantása)

## Fordítás
- Ez a szócikk részben vagy egészben  az   Under Siege című angol Wikipédia-szócikk fordításán alapul.  Az eredeti cikk szerkesztőit annak laptörténete sorolja fel. Ez a jelzés csupán a megfogalmazás eredetét és a szerzői jogokat jelzi, nem szolgál a cikkben szereplő információk forrásmegjelöléseként.